# Mei (dinosauriër)
Mei is een geslacht van dinosauriërs uit het vroege Krijt behorend tot de groep der Theropoda en meer in het bijzonder tot de Troodontidae, waarvan het een basale vorm vertegenwoordigt. De typesoort is Mei long ("in diepe rust slapende draak").

## Vondst en naamgeving
In het begin van de eenentwintigste eeuw werd bij Lujiatun in de Chinese provincie Liaoning in de Yixianformatie van de Jehol-groep (Aptien) het ongeveer 120 miljoen jaar oude fossiel, holotype IVPP V.12733, gevonden van een (vermoedelijk bevederde) kleine vleeseter, een juveniel exemplaar van maar een halve meter lengte, die in slapende houding door vulkaanas bedolven perfect geconserveerd is. Het hoofd zit onder een "vleugel" gestoken op dezelfde wijze als sommige vogels slapen.

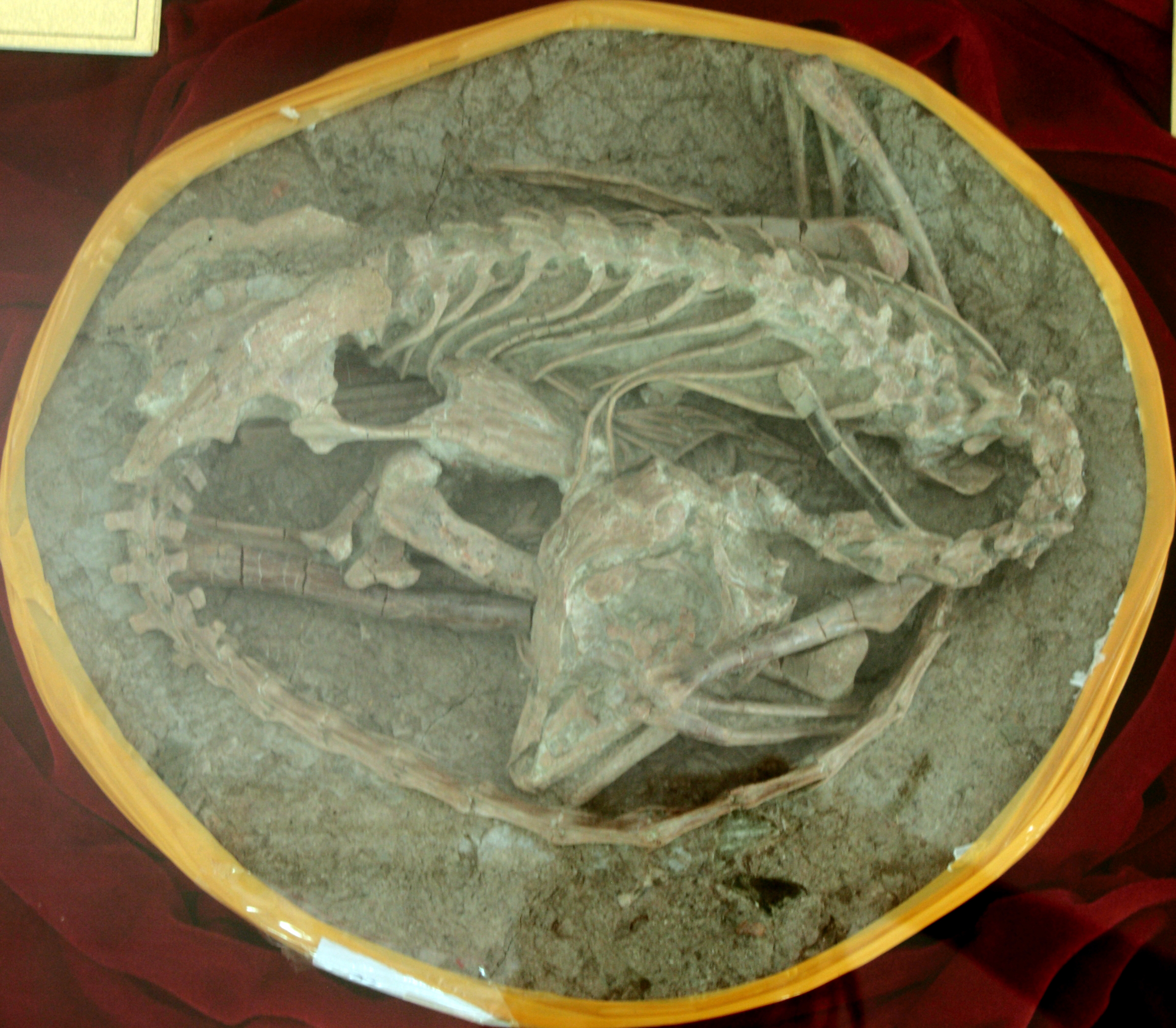
Een als Mei long tentoongesteld onbeschreven exemplaar

De typesoort Mei long werd in oktober 2004 benoemd en kort beschreven door de paleontologen Xu Xing en Mark Norell. De geslachtsnaam en soortaanduiding vormen in het Chinees samen de combinatie 寐, mei, "slapend", en 龍, long, "draak".
Mei hield een bijzonder record: hij had de kortste genusnaam van alle dinosauriërs. Tot voorheen waren dit Minmi en Khaan geweest. In 2015 werd dit record gebroken door Yi.
In 2012 werd een tweede exemplaar gemeld, specimen DNHM D2154 gevonden bij Kaoshangtun, dat veel uitgebreider beschreven werd. Ook dit bevond zich in een slapende houding en is vrijwel compleet. Hoewel kleiner dan het holotype, zou het hier gaan om een volwassen exemplaar. Bij de beschrijving van het tweede exemplaar werd gesteld dat de lagen waarin Mei gevonden wordt minstens 128 miljoen jaar oud waren en stamden uit het Hauterivien zoal niet Valanginien.
Beide beschreven exemplaren zijn oorspronkelijk opgegraven door illegale fossielenjagers. Sterk gelijkende specimina, van troödontiden in een slapende houding, zijn in de handel gebracht en soms onder de naam Mei long tentoongesteld. Nader onderzoek zal moeten bepalen of deze toewijzingen correct zijn.

## Beschrijving

### Grootte, algemene bouw en onderscheidende kenmerken
De lichaamslengte van het holotype van Mei is geschat tussen de 45 en 53 centimeter, het gewicht in het eerste geval zo laag als vierhonderd gram. Het holotype was echter een jong dier, zij het niet pas uit het ei gekropen maar al een aardig eind op weg naar de volwassen grootte, zoals blijkt uit de mate van verbening van het skelet. Dit wordt bevestigd door DNHM D2154 waarvan de lengte slechts 325 millimeter is maar dat gezien werd als een volwassen exemplaar — hoewel daar tegen sprak dat de neusbeenderen en voorhoofdsbeenderen niet langs hun middenlijnen vergroeid zijn.
De kop is relatief klein en ook de romp is kort. De achterpoten daarentegen zijn zeer lang. De staart is relatief kort.
Xu gaf in 2004 een reeks onderscheidende kenmerken aan die bewezen dat Mei echt een aparte soort was. De benige neusgaten zijn zeer lang en strekken zich naar achteren over de helft van de tandrij in het bovenkaaksbeen uit. De middelste maxillaire tanden, dus in dat bovenkaaksbeen, staan dicht op elkaar. De tandrij strekt zich naar achteren uit tot het niveau van het preorbitale, het bot dat de voorste bovenkant van de oogkas vormt. Het vorkbeen is robuust en U-vormig. Er bevindt zich een uitsteeksel op de buitenkant van het onderste vierde tarsale. De bovenkant van de schacht van het schaambeen is aanzienlijk van voor naar achteren versmald en steekt zijwaarts uit tot net onder het punt waar het schaambeen met het darmbeen contact maakt.
In 2012 werden aanvullende kenmerken gegeven. Sommige daarvan waren autapomorfieën, unieke afgeleide eigenschappen. Het heiligbeen is achteraan sterk verbreed waarbij de zijuitsteeksels van de vierde en vijfde sacrale wervels verlengd zijn. Het darmbeen is in bovenprofiel golvend met achteraan een sterke zijwaartse buiging. De middelste schacht van het vierde middenvoetsbeen heeft een richel aan de achterste buitenkant.
Daarnaast was er volgens de studie uit 2012 een unieke combinatie van op zich niet unieke kenmerken. De achterkant van het voorhoofdsbeen is bollend en volledig bol gebogen. De praemaxilla heeft een steile (hellende) voorkant en een lange tak richting bovenkaaksbeen. Het bovenkaaksbeen is laag met een kleine ronde fenestra maxillaris en een korte voorste tak. De tanden hebben geen kartelingen. Het vorkbeen is U-vormig. Ellepijp en spaakbeen zijn lang met meer dan 90% van de lengte van het opperarmbeen. Het derde middenhandsbeen is langer dan het tweede middenhandsbeen. De klauwen zijn relatief recht. Het onderste gewrichtsvlak van de tibiotarsus is groot, zich naar achteren voortzettend op het scheenbeen.
Deze diagnose is op punten afwijkend van de beschrijving door Xu & Norell, vooral wat betreft de vorm van de praemaxilla en het bovenkaaksbeen. Bij beide exemplaren is de snuit beschadigd wat ruimte laat voor strijdige interpretaties.

### Skelet

#### Schedel en onderkaken
De schedel is kort en driehoekig in zijaanzicht, naar voren uitlopend in de scherpe snuitpunt. De bewaarde lengte is bij het holotype drieënvijftig millimeter. Het bovenprofiel is iets bol, indien gecompenseerd wordt voor compressie. Door de spitse snuit helt de praemaxilla scherp naar achteren, de helft van de snuitlengte beslaand. Het neusgat is zo een schuin liggende ovaal die vrij ver naar achter geplaatst is: Xu & Norell laten het tot de helft van de tandrij komen; Gao e.a. tot een derde. Door de lange bovenste tak van de praemaxilla is het neusbeen kort. De beenbalk tussen de neusbeenderen heeft de gebruikelijke T-vorm. De voorste tak van het bovenkaaksbeen vormt volgens Xu & Norell de volle onderrand van het neusgat. Volgens Gao echter bevindt zich hier een lange achterste tak van de praemaxilla en is het maar de vraag of het voorhoofdsbeen het neusgat überhaupt raakt. Een spleetvormige fenestra praemaxillaris ontbreekt. Er is volgens een interpretatie van Gregory S. Paul een vrij grote driehoekige fenestra maxillaris en daardoor een vrij kleine trapeziumvormige fenestra antorbitalis; Gao e.a. gaan ervan uit dat de voorste tak van het bovenkaaksbeen uitzonderlijk laag is en de fenestra maxillaris dus klein. De beenbalk tussen beide openingen heeft dezelfde diepte als de rest van hun omvattende uitholling en vormt dus geen verhoogde richel of lamina.
Het traanbeen is T-vormig met een licht bolle bovenrand. De vorm ervan is lastig vaststelbaar maar Gao e.a. zagen het als breed. Wellicht heeft het bovenaan een pneumatische opening en draagt het een klein zijwaarts uitstekend hoorntje. Het voorhoofdsbeen is lang, ongeveer 45% van de schedellengte uitmakend. Achteraan is het bol en breed met een rechte achterrand; naar voren toe versmallen de frontalia snel maar eindigen helemaal vooraan stomp en verbreed. De bolling zet zich helemaal door tot aan de zijrand terwijl bij andere troödontiden het bot hier iets omhoogkrult. De wandbeenderen hebben geen middenkam. Ze zetten de bolling van de voorhoofdsbeenderen naar achteren voort. De hersenpan is daarmee groot, zowel verbreed als naar boven bollend. Er is een duidelijke dwarskam boven het achterhoofd. Het supraoccipitale daaronder heeft een breed verheven middengedeelte met aan weerszijden ondiepe uithollingen. Typisch troödontide is de aanwezigheid van een pneumatische opening in de achterkant van het quadratum. Zoals bij de meeste troödontiden bevinden uithollingen naast het achterhoofdsgat op de exoccipitalia en zijn de processus paroccipitales verticaal afhangend en massief, zonder pneumatisering.
De oogkas is groot. Volgens Xu vervloeide de oogkas achteraan met het onderste slaapvenster doordat de opgaande tak van het jukbeen naar het postorbitale ontbrak, een zeer vogelachtig kenmerk. Beschadigingen maakten echter dat de precieze toestand niet vast te stellen was. Hij meende ook dat het jukbeen het quadratum raakte en dat er slechts een zeer dun quadratojugale was, een horizontaal element vormend. Hierdoor zou het squamosum het quadratojugale niet raken. De pterygoïde vleugel van het quadratum steekt scherp omlaag. Xu nam aan dat de schedel enigszins kinetisch was, met onderling beweeglijke elementen als bij vogels, en dat pas grotere soorten van Deinonychosauria opnieuw deze beweeglijkheid verloren, de schijn creërend dat ze simpelweg de oorspronkelijke theropode toestand behielden.
In de onderkaak is het dentarium lang en laag, naar voren toe verder verlagend. Een normaal troödontide kenmerk is dat de aderkanalen op de buitenkant van het dentarium in een horizontale groeve liggen. Een basaal kenmerk is dat het dentarium ook in bovenaanzicht recht is, niet vooraan naar het midden buigend.
In het bovenkaaksbeen staan de tanden zowel vooraan als in het midden dicht op elkaar. Het totaal van de maxillaire tanden bedraagt ongeveer vierentwintig. De tanden zijn aan hun uiteinde naar achteren gebogen. Ze zijn overdwars afgeplat. Ze hebben geen kartelingen. De tanden worden naar achteren iets groter en gekromder. De middelste tanden zijn het breedst, ongeveer een halve millimeter. Helemaal achteraan worden de tanden weer korter. De tanden in het voorste dentarium van de onderkaak zijn zeer klein en zeer dicht opeengepakt. Ook de dentaire tanden hebben geen kartelingen.

#### Postcrania

##### Wervelkolom
De halswervels tonen, vooral aan de voorzijde, het begin van zadelgewrichten, als bij de Dromaeosauridae. De halswervels zijn langgerekt en zwak gekield. Ze zijn van binnen hol; er lijkt een enkelvoudige luchtkamer aanwezig te zijn, niet verdeeld door een tussenschot overlangs. De wervelbogen zijn breder dan de wervellichamen en dragen tamelijk lage doornuitsteeksels die op de achterste helft van de wervel liggen. De diapofysen staan laag en dragen facetten voor het contact met de onderste ribkop die de vorm hebben van een liggende ovaal. Twee achter elkaar liggende pleurocoelen doorboren per zijde het bovenste middendeel van de wervelboog.
Er zijn twaalf ruggenwervels. De eerste en tweede ruggenwervel hebben sterk ontwikkelde hypapofysen, verdikkingen van de voorste onderrand, die hier bolvormig uitgegroeid zijn. Bij de tweede ruggenwervel zijn de zijuitsteeksels nog schuin naar achteren gericht maar bij de derde steken ze zijwaarts uit. Net als bij Sinovenator hebben de ruggenwervels waaiervormige doornuitsteeksels en slanke zijuitsteeksels maar missen pneumatoporen; wel worden de zijkanten naar achter in de reeks steeds verder uitgehold. De spoelvormige achterste ruggenwervels hebben parapofysen, facetten voor de onderste ribkoppen, die verhoogd zijn; ze liggen echter niet op steeltjes.
Het heiligbeen telt vijf sacrale wervels; een laag aantal vergeleken met dat van grotere troödontiden. Al bij de eerste sacrale wervel is het ruggenmergkanaal overdwars verbreed, tot 5,5 millimeter bij specimen DNHM D2154, de totale breedte van diens twaalfde ruggenwervel van 6,4 millimeter benaderend. Naar achteren wordt het heiligbeen wijder totdat de maximale breedte bereikt wordt bij de vierde en vijfde sacrale wervel. Andere Deinonychosauria tonen dit in veel mindere mate en hebben het breedste punt bij de derde sacrale wervel. De wervelbogen zijn vergroeid tot een doorlopend beenplateau, net als bij Zanabazar. De laatste wervel heeft dicht opeen staande achterste gewrichtsuitsteeksels. Het heiligbeen is iets bol naar boven gekromd. De twee voorste paren sacrale ribben zijn wat schuin naar voren gericht en bevestigd aan het voorste deel van hun wervellichamen. Ze hebben een ovale dwarsdoorsnede. De wat langere derde sacrale rib steekt zijwaarts uit van het midden van de wervel. De structuur heeft aan de onderzijde een verder naar buiten reikend uitsteeksel; wellicht is dit de eigenlijke rib en komt het bovendeel overeen met het zijuitsteeksel van de wervel. De dwarsdoorsnede heeft hier de vorm van een zandloper. De voorste drie sacrale ribben hebben in bovenaanzicht een constante breedte over hun lengte. De achterste twee sacrale ribben zijn zowel langer als breder dan de voorste. Bij de vierde rib begint de verbreding halverwege om uit lopen in een afgerond profiel. De dwarsdoorsnede is T-vormig door een diepe richel op de onderkant. Bij de vijfde rib begint de verbreding meteen aan de basis zodat een waaiervorm ontstaat. Deze laatste rib is iets naar beneden gericht en heeft ook een T-vormige doorsnede.
De voorste negen staartwervels vormen de staartbasis, die een derde van de staartlengte uitmaakt, en gaan geleidelijk over naar de morfologie van de middenstaart waarbij de doornuitsteeksels en zijuitsteeksels korter worden en de gepaarde gewrichtsuitsteeksels elkaar naderen. Van de zevende wervel af ontstaat erbovenop een trog zodat de wervelboog in een holte staat. De wervels van de middenstaart hebben een overeenkomende bouw. Ze zijn langwerpig waarbij de elfde en dertiende het langst zijn. Ze hebben holle zijden en geen doornuitsteeksels en zijuitsteeksels ontbreken boven op loopt een trog die bij wervels tien tot en met dertien in het midden onderbroken wordt door een hoger gedeelte. De voorste en achterste gewrichtsuitsteeksels zijn verlengd en overlappen de centra van de naastliggende wervels. Hierdoor wordt de staart verstijfd. Opmerkelijk is dat de punten van de achterste gewrichtsuitsteeksels passen in een gezamenlijke holte aan de basis van de voorste gewrichtsuitsteeksels van de wervel verderop. De achterste staartwervels zijn langgerekt, met het gebruikelijke dunne wervellichaam met een trog op de bovenkant. Van de voorste chevrons of hemaalbogen is de vierde de langste, verticaal naar beneden lopend. De gepaarde vierde chevrons ontmoeten elkaar bovenaan op de middenlijn, anders dan bij Saurornithoides. De chevron heeft zowel bovenaan als onderaan twee uitsteeksels, een naar voren en een naar achteren. De volgende chevrons zijn veel lager en breder in zijaanzicht. Ze lijken bij specimen DNHM D2154 onderaan hun achterste uitsteeksels te missen maar dat kan een gevolg zijn van beschadiging van deze tere elementen. Van de negende wervel af liggen de chevrons vrijwel plat tegen de onderkanten van de staartwervels aan. Ook hun onderkant is vlak. Ze vormen lange verdere verstijvingen van de staart. De uiteinden van hun voorste en achterste uitsteeksels zijn gevorkt, wellicht een continue vervlechting onder de staart scheppend.

##### Ledematen
Het schouderblad is dun, ook overdwars, maar gekromd en aan het bovenste uiteinde iets verbreed. Hoewel zeer langwerpig, is het korter ten opzichte van het dijbeen dan bij Linhevenator. Aan de voorrand ontspruit een lage beenplaat met eronder een uitholling op de buitenkant van het hoofdlichaam. Het ravenbeksbeen is hoog en bijlvormig en staat haaks naar binnen gericht op het schouderblad. Het heeft een grote bult, een groeve onder het schoudergewricht en een richel die het bovenste vlak van de voorkant scheidt van het onderste vlak van de achterkant. Dit richt het schoudergewricht zijwaarts. Door het hoge ravenbeksbeen is het scapulocoracoïde waarin schouderblad en ravenbeksbeen vergroeid zijn L-vormig waarbij het schouderblad evenwijdig loopt met de ruggengraat, als bij vogels. Desalniettemin is het schoudergericht schuin omlaag gericht. Het vorkbeen is groot en lag met de uiteinden nog min of meer op de kleine processus acromiales van de schouderbladen. Het is zwaargebouwd, breed en plat, met een laag maar breed hypocleidium aan de voorzijde en aan het uiteinde afgeplatte takken. De U-vorm lijkt op die van vogels. Elementen zijn aangetroffen die sternale ribben kunnen zijn geweest.
De arm is matig lang door een lange hand. Het opperarmbeen is langgerekt met 55% van de lengte van het dijbeen. Het heeft een nauwe bovenrand met een afgeronde kop. De schacht bolt wat naar voren en binnen. Er is een goed ontwikkelde driehoekige deltopectorale kam die naar voren en bezijden uitsteekt. De hoogte ervan is toch niet meer dan 22% van de schachtlengte, een basaal kenmerk. De buitenrand van de slanke schacht is afgerond en vormt de voorste begrenzing van een verticale uitholling aan de achterrand. De ellepijp is robuust, overdwars afgeplat en gekromd. Het spaakbeen is dun en vrij lang met 95% van de opperarmbeenlengte. De hand is opvouwbaar als bij vogels. Het eerste middenhandsbeen staat niet af van het tweede. Het derde middenhandsbeen is bijna even dik als het tweede. Terwijl het eerste en tweede middenhandsbeen rolgewrichten hebben, is het onderste gewrichtsvlak van het derde afgerond. De vingerkootjes zijn lang en slank. Het eerste kootje van de eerste vinger is het langst. De voorlaatste kootjes, dus die welke de klauwen dragen, zijn relatief lang wat wijst op een goede grijpende functie van de vingers. De handklauwen zijn matig gekromd met "bloedgroeven" aan de zijkanten en forse bulten voor de pezen van de krommende spieren maar zonder "lip" aan de achterste bovenkanten.
Het darmbeen is kort en laag met een bol bovenprofiel. Het voorblad is daarbij een stuk korter, hoger en boller dan het achterblad dat spits naar achteren uitloopt, met een rechte onderzijde en wat naar beneden omkrullende bovenrand. Het achterblad buigt ook plots naar buiten om de veel bredere vierde en vijfde sacrale wervels te accommoderen maar loopt dan weer evenwijdig aan de lengteas wat het profiel in bovenaanzicht een opvallende S-bocht geeft. Het heupgewricht wordt slechts over het voorste twee derde deel overkapt door een horizontale richel. In de achterwand van het gewricht bevindt zich een ronde uitholling die naar voren en bezijden gericht is. Dit alles staat de achterpoot een sterkere abductie of heffing toe in een voorwaartse positie. Het schaambeen is lang en het hoofdlichaam bovenaan in zijaanzicht breed maar uitzonderlijk niet overdwars afgeplat. Het schaambeen wijst vermoedelijk iets schuin naar voren, een basaal kenmerk. De bijdrage aan het heupgewricht is overdwars vrij breed. Het raakvlak met het zitbeen is plat en loopt verticaal. Het zitbeen is kort en vrij schuin naar achteren uitstekend met een hoog geplaatste processus obturatorius op de voorrand en twee kleine uitsteeksels op de achterrand.
Het dijbeen is bij het holotype zeer lang en slank. Bij het tweede exemplaar is de dijbeenlengte acht centimeter, relatief een stuk korter. De schacht ervan is rond in dwarsdoorsnede, zonder afplatting. Van de trochanter minor aan de bovenste voorkant loopt een richel naar beneden, als rand tussen voorkant en buitenste zijkant. Ook het scheenbeen is lang maar heeft een van voor naar achter verbreed boveneinde alsmede een verdikking op de onderste buitenzijde. Het is met de bovenste enkelbeenderen vergroeid tot een tibiotarsus maar bij het tweede exemplaar lijkt de opgaande tak van het sprongbeen niet vergroeid. Sprongbeen en hielbeen zijn versmolten. Ze vormen een rolgewricht met een vlak van 270°, een hoge waarde die mogelijk gemaakt wordt doordat het over de achterkant van de onderste tibiotarsus doorloopt. Het kuitbeen is zeer slank, met bij het tweede exemplaar een schachtdoorsnede van maar 0,7 millimeter. Het loopt desalniettemin tot aan de enkel door en is niet met het scheenbeen vergroeid. Bovenaan, op een vijfde van de schachtlengte, bevindt zich aan de voorste buitenrand een bultje voor de aanhechting van de Musculus iliofibularis.
De middenvoet is "subarctometatarsaal": het derde middenvoetsbeen is bovenaan toegeknepen maar op de achterzijde nog wel zichtbaar. Het tweede middenvoetsbeen heeft een uitstekende richel op de binnenzijde en het wat langere vierde middenvoetsbeen een die zijwaarts uitsteekt van de achterzijde uit, wat bij elkaar een langwerpige uitholling op de "zool" van de middenvoet veroorzaakt. Het vierde middenvoetsbeen is bijna even lang als het derde maar een stuk slanker. Dit is een basaal kenmerk: bij afgeleide troödontiden is het vierde middenvoetsbeen opvallende robuuster dan het derde. Het vijfde middenvoetsbeen is een splintervormig rudiment aan de achterste buitenrand van het vierde. Het kromt eerst van de schacht daarvan af maar buigt dan weer terug tot net aan het begin van de verticale richel op de achterkant van het vierde middenvoetsbeen. Er is een optrekbare sikkelklauw aan de tweede teen maar die is niet sterk ontwikkeld. De tweede teen heeft aan de onderkant van het eerste en tweede kootje een "hiel" om de strekkende beweging van het heffen te vergemakkelijken. De derde teen is duidelijk langer dan de vierde teen, een basaal kenmerk. De meeste kotjes van de derde en vierde teen hebben onderaan een eenvoudig afgerond gewrichtsvlak en bovenaan een hol vlak maar het eerste kootje van de derde teen heeft onderaan een scharniergewricht. De kootjes zijn licht naar boven gewelfd, als men ze als plat op de grond liggend voorstelt.

## Fylogenie
Mei werd in 2004 in de Troodontidae geplaatst. Een cladistische analyse had tot uitkomst dat het de zustersoort was van Sinovenator, in een vrij basale positie.

## Levenswijze

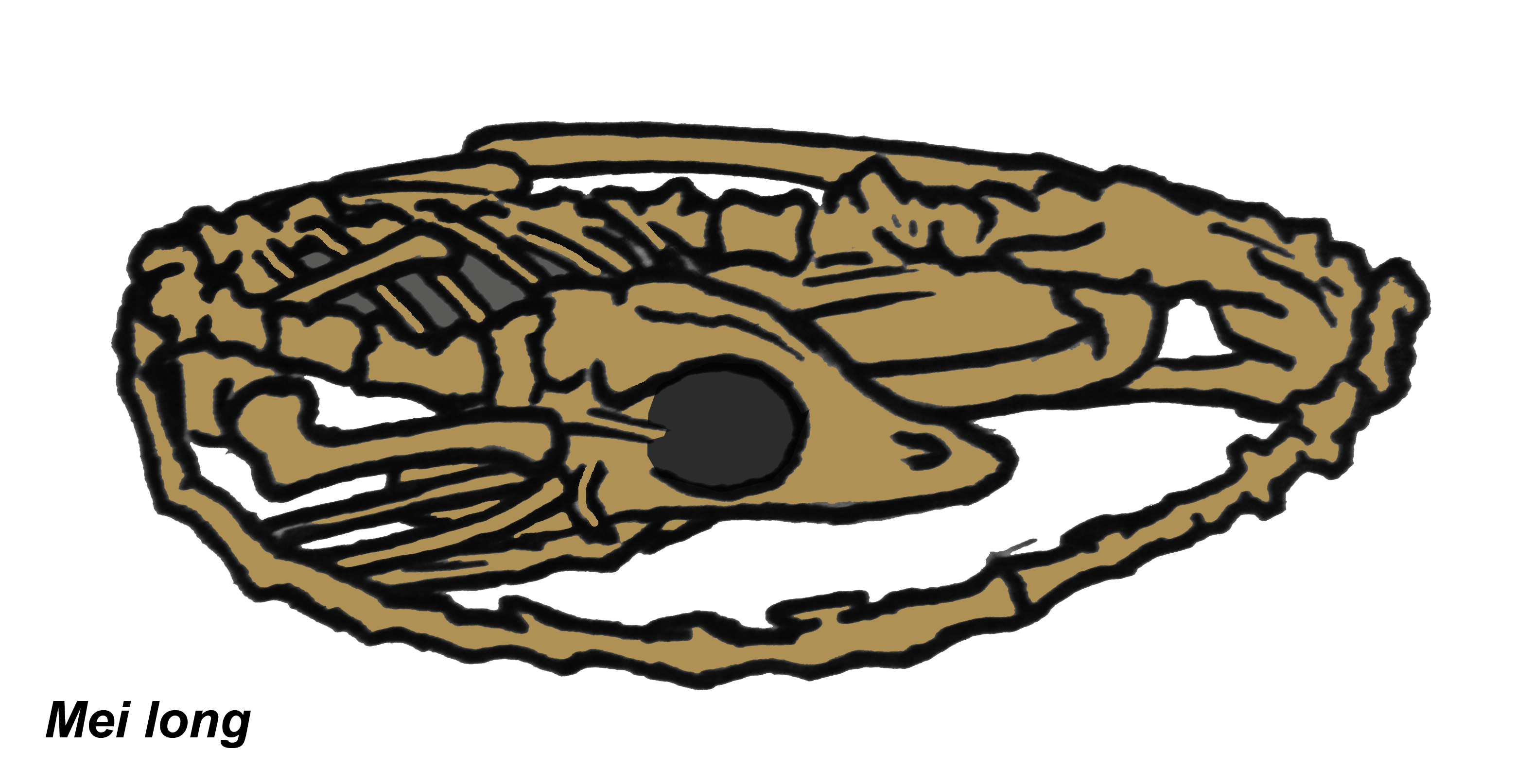
Mei werd slapende gefossiliseerd

Het holotype van Mei is gevonden in een slaaphouding die typisch is voor vogels. Het is het oudste bewijs voor deze houding. Het lichaam zit hierbij op de symmetrisch ingevouwen achterpoten. Ook de voorpoten zijn min of meer gespiegeld met de handen naast het lichaam ingeklapt en de ellebogen wat naar buiten gericht waarbij de vingers onder de knieën verdwijnen. De nek kromt sterk zijdelings naar links zodat de snuitpunt onder de linkerelleboog steekt. Een dergelijk opvouwen van het lichaam is typisch voor vogels en zoogdieren, warmbloedige vormen voor wie het belangrijk is de lichaamswarmte vast te houden. Omdat vogels meestal een veel langere nek hebben, is het voor hun eenvoudiger de kop tussen en arm en de romp te steken. Deze houding vormt bij Mei een aanwijzing dat de soort warmbloedig was en een verenkleed bezat, iets wat overigens reeds werd aangetoond door de botstructuur en de vondst van gefossiliseerde veren bij verwanten.
De perfecte conservering heeft de vraag opgeroepen hoe het dier al slapende geconserveerd kon worden. Dit is door Xu verklaard door een plotse asregen ten gevolge van een vulkaanuitbarsting; het fossiel is inderdaad aangetroffen in tufsteen. Hij trok een vergelijking met het gebeuren in Pompeii.